# Oh, Mabel Behave
Oh, Mabel Behave é um curta-metragem mudo norte-americano de 1922, do gênero comédia, dirigido por Mack Sennett e Ford Sterling.

## Elenco
- Mabel Normand ... filha do gerente
- Mack Sennett ... Blaa Blaa
- Ford Sterling ... conde Peachem
- Owen Moore ... Randolph Roanoke
- Billy Gilbert ... dono da estalagem